# Nicholas Vachel Lindsay

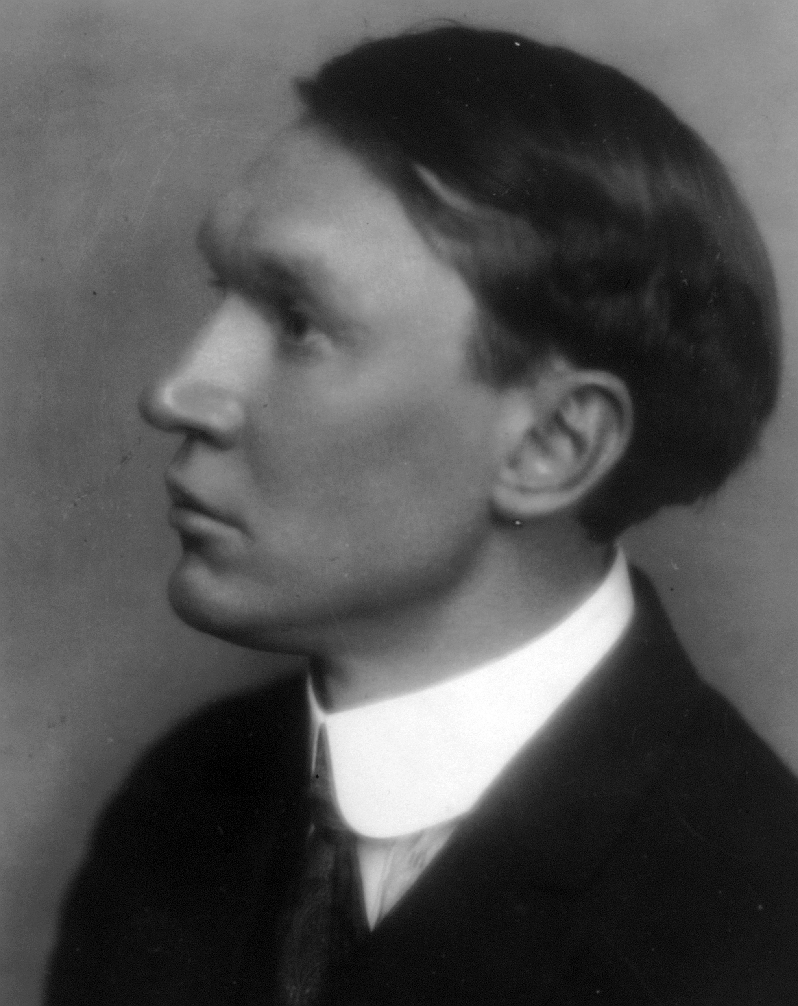
Nicholas Vachel Lindsay

Nicholas Vachel Lindsay (* 10. November 1879 in Springfield, Illinois; † 5. Dezember 1931 ebenda) war ein US-amerikanischer Schriftsteller.

## Leben
Über Lindsays Kindheit und Jugend ist nicht viel bekannt. Schon früh zog er als Wanderarbeiter und Tramp durchs Land. Für Unterkunft und Verpflegung verfasste er öfters Gelegenheitsgedichte.
Lindsay sah sich als „poetischer Prophet“, als „Evangelist des Schönen“ (The gospel of beauty). Ein großes Anliegen von ihm war, das Volk für die Poesie zu begeistern. Auf Jahrmärkten, Viehauktionen und ähnlichen Veranstaltungen trug er seine Lyrik vor. Der überwiegende Teil seines lyrischen Schaffens zeigt einen großen Optimismus. Auch in der Form versuchte Lindsay neue Wege zu gehen, kam aber über folkloristische Elemente nicht hinaus. Bezeichnend war auch ein stark akzentuierter Rhythmus. Er selbst bezeichnete sein literarisches Schaffen als Higher Vaudeville.
1920 wurde er in das National Institute of Arts and Letters gewählt.
Im Alter von 52 Jahren starb Nicholas Vachel Lindsay am 5. Dezember 1931 in Springfield, Illinois, durch Suizid.

## Werke
- Abraham Lincoln walks at midnight
- Adventures while preaching the gospel of beauty (1914)
- The candle in the cabin (1926)
- The Chinese nightingale and other poems (1917)
- The Congo and other poems (1914)
- General William Booth enters into heaven and other poems (1913)
- The golden book of Springfield (1920)
- A handy guide for beggars[2] (1916)
- In praise of Jonny Appleseed
- The litany of Washington Street (1929)
- Rhymes to be traded for bread (1912)
- The tramp's excuse and other poems (1909)

## Trivia
Lindsays Gedicht The Congo erlangte einige Bekanntheit, da einige Zeilen daraus im Film Der Club der toten Dichter zitiert werden: (Übersetzung: „Dann kam Gott! Ich hatte ein Gesicht und wende spöttisch mich zum Lärm des Festes mich. Denn ich sah den Kongo gurgeln durch die Nacht, wälzen durch die Wirrnis seine reife Pracht...“). Dasselbe gilt für General William Booth enters into heaven, das parallel zum tragischen Höhepunkt gesungen wird.